# Henri E. Marquand
Henri E. Marquand (1815 - 1895) was een 19de-eeuws journalist, schrijver en abolitionist.

## Leven
Marquand was de hoofdredacteur en eigenaar van La Gazette de Guernsey. Marquand heeft veel interesse getoond in de strijd van de abolitionisten in Amerika. Hij heeft boeken, in het Frans en/of in het Engels, gepubliceerd, al dan niet nadat hij ze als feuilleton in zijn krant had laten verschijnen.

## Aard van zijn werk
Als motto in Ma visite à Henri Sanson, bourreau de Paris, zijn boek over de beulsfamilie van Parijs, gebruikte hij het zesde gebod: Je mag niemand vermoorden, samen met het woord van Jezus: Hij die zonder zonde is mag de eerste steen gooien.
De vraag is of sommige van zijn boeken te beschouwen zijn als literatuur of als verslaggeving? In de tweede zin van hoofdstuk 10 van John Brown, getiteld "Washington, Nathaniel Turner, John Brown" staat: "Si nous écrivons un roman, un ouvrage de pure imagination, nous laisserions peut-être exister les erreurs qu'on a entretenues jusqu'ici sur le compte du héros américain, du véritable fondateur des États-Unis; mais comme nous faisons de l'Histoire, nous devons dire la vérité, rien que la vérité, quelque déplaisante qu'elle puisse être à certains persones, quelques illusions qu'elle puissent détruire." (Vrij vertaald: Als ik een roman zou schrijven, oftewel fictie zou bedrijven, zou ik wellicht het onjuiste imago onderschrijven dat tot nu toe heeft bestaan over de Amerikaanse held, de schepper van de Verenigde Staten; maar aangezien ik de ware geschiedenis versla, vertel ik de waarheid, niets dan de waarheid, hoe ongaarne ook sommige mensen dit gepubliceerd willen hebben, omdat er sommige illusies aan scherven worden geslagen.)

## Vriendschap met Victor Hugo
Marquand was bevriend met Victor Hugo, die als balling 15 jaar op Guernsey heeft gewoond. Marquand heeft in zijn boek John Brown als motto een citaat van Victor Hugo geplaatst: "Il y a quelque chose de plus effrayant que Caïn tuant Abel: c'est Washington tuant Spartacus (vrij vertaald: Kaïn heeft Abel vermoord, maar afschuwelijker is dat Washington Spartacus heeft vermoord.)

## Werken
- The French Genders taught in six fables
- Terminations of French nouns
- Grammaire des grammaires anglaises
- Voyage en Europe
- Voyage en Asie
- Voyage en Afrique
- Voyage en Amérique
- Souvenirs des Indes Occidentales et Impressions intimes, suivis de 'Eliza et Maria'  (1853)[1]
- John Brown: sa vie, l’affaire de Harper’s Ferry, capture, captivité et martyre du héros et de ses compagnons; suivis de considérations sur sa mort et ses resultats probables, etc. (1860)[2]
- Ma visite à Henri Sanson, bourreau de Paris (1875)[3]
- Le diable dans le pétrin

## Vertaling
John Brown is in een Papiamentu vertaling door ene 'P', als feuilleton verschenen in het Curaçaose weekblad Civilsadó van 10 mei 1873 tot en met 30 mei 1874.